# Raddea digna
Raddea digna är en fjärilsart som beskrevs av Alphéraky 1892. Raddea digna ingår i släktet Raddea och familjen nattflyn. Inga underarter finns listade.